# Alfred Worden
Alfred Merril Worden (Jackson, 7 febbraio 1932 – Sugar Land, 18 marzo 2020) è stato un astronauta statunitense.
Fu il pilota del modulo di comando per la missione lunare Apollo 15 nei mesi di luglio e agosto 1971. Figlio di Merrill e Helen Worden, nacque a Jackson, nello stato del Michigan. Ricoverato a Houston a seguito di un collasso causato da un'infezione subito nella sua abitazione, è deceduto nel sonno il 18 marzo 2020 in un convalescenziario di Sugar Land.

## Educazione
Frequentò la Sibble, Friswold, Bloomfield e East Jackson e completò la sua educazione secondaria alla Jackson High School; conseguì una laurea in scienze militari all'Accademia Militare degli Stati Uniti a West Point, New York, nel 1955 e un master in scienze in ingegneria aerospaziale e in ingegneria strumentazionale all'Università del Michigan nel 1963. Ricevette inoltre un dottorato onorario in ingegneria astronautica nel 1971 dall'Università del Michigan.

## Esperienza
Worden si diplomò all'Accademia Militare degli Stati Uniti nel giugno 1955 e, dopo essersi arruolato nella Air Force, ricevette un addestramento di volo alla Base aerea di Moore in Texas.
Prima del suo arrivo per dovere al Lyndon B. Johnson Space Center, servì da istruttore alla scuola per piloti aerospaziali, alla quale si era diplomato nel settembre 1965. Si diplomò anche nel febbraio 1965 alla Empire Test Pilot School a Farnborough, Inghilterra.
Frequentò la Radolph Air Force Base Instrument Pilots Instructor School nel 1963 e servì come pilota e ufficiale degli armamenti dal marzo 1957 al maggio 1961 con la 95a Fighter Interceptor Squadron alla Base Air Force Andrews nel Maryland.
Ha registrato più di 4000 ore di volo, delle quali 2500 in jet.

### Esperienza NASA
Worden fu uno dei 19 astronauti scelti dalla NASA nell'aprile 1966. Servì come membro dell'equipaggio di supporto della missione Apollo 9 e come pilota comandante del modulo di comando di riserva della missione Apollo 12.
Servì come pilota del modulo di comando per l'Apollo 15, dal 26 luglio al 7 agosto 1971. I suoi compagni nel volo furono David Scott, comandante del veicolo e James B. Irwin, comandante del modulo lunare. Apollo 15 fu la quarta missione con equipaggio ad allunare e la prima ad esplorare il ruscello di Hadley e i Monti Appennini che sono situati sul bordo sud-est del Mare Imbrium.